# Martin Erlić
Martin Erlić (* 24. Januar 1998 in Zadar) ist ein kroatischer Fußballspieler. Der Innenverteidiger steht aktuell beim FC Midtjylland unter Vertrag.

## Karriere
Martin Erlić begann im Alter von zehn Jahren in der Jugend von Dinamo Zagreb mit dem Fußballspielen. Im Sommer 2012 wechselte er zu HNK Rijeka, bevor 2014 der nächste Schritt zu Parma Calcio folgte. Nach Parmas Insolvenz im März 2015, wechselte er schließlich in die Jugendakademie von US Sassuolo Calcio.
Am 31. August 2017 wurde Erlić für eine Saison zum FC Südtirol in die Serie C ausgeliehen, wo er erstmals Spielpraxis im Profibereich sammeln konnte. In 26 Spielen erzielte er ein Tor. Nach seiner Rückkehr folgte am 10. Juli 2018 eine erneute Leihe, in Richtung des Serie-B-Klubs Spezia Calcio. Aufgrund einer schweren Knieverletzung konnte er in der Saison 2018/19 jedoch kein einziges Spiel absolvieren. Spezia zog dennoch die Kaufoption und verpflichtete Erlić ab der Saison 2019/20 fest. In der Folgesaison entwickelte er sich zum festen Bestandteil der Innenverteidigung und stieg letztendlich mit Spezia in die Serie A auf.
Am 11. November 2020 verlängerte Erlić seinen Vertrag bis 2024 und konnte am Ende der Saison mit Spezia erfolgreich die Klasse halten.
Am 31. August 2021 wurde er schließlich von Sassuolo zurückgekauft, welche ihn jedoch bis zum Sommer erneut an Spezia Calcio ausliehen. Nach dem erneuten Klassenerhalt kehrte er im Sommer 2022 zu Sassuolo zurück.
Nach einer Saison beim FC Bologna wechselte Erlić im August 2025 zum FC Midtjylland nach Dänemark.

## Nationalmannschaft
Im Mai 2022 wurde Martin Erlić erstmals für die Gruppenspiele der UEFA Nations League in den Kader der kroatischen A-Nationalmannschaft berufen. Am 6. Juni gab er beim 1:1-Unentschieden gegen Frankreich sein Debüt. Er nahm mit dem kroatischen Team an der Weltmeisterschaft 2022 teil, blieb dabei jedoch ohne Einsatz.